# Campeonato de la AFLP 1963
La temporada del Campeonato de la AFLP de 1963 se realizó con la participación de 8 equipos, habiendo ese año un descenso y una promoción.
El campeón del Certamen fue The Strongest.

## Campeonato de la AFLP
El Campeonato de la AFLP es un torneo profesional de La Paz en Bolivia que organiza la Asociación de Fútbol de La Paz. El Campeón de 1963 fue el Club The Strongest siendo este el 19º título de su historia.
El torneo se jugó desde el 23 de junio hasta el 29 de diciembre de 1963 en formato de todos contra todos.
Participaron los equipos del Club Always Ready, Bolívar, Chaco Petrolero, Club Mariscal Braun, Municipal, Club The Strongest, Unión Maestranza de Viacha y Club Deportivo 31 de Octubre.

### Tabla de Posiciones[2]
| Pos | Equipo                     | Pts | PJ | G | E | P | GF | GC | Dif |
| --- | -------------------------- | --- | -- | - | - | - | -- | -- | --- |
| 1º  | The Strongest (C)          | 21  | 14 | 9 | 3 | 2 | 33 | 16 | 17  |
| 2º  | Always Ready               | 19  | 14 | 8 | 3 | 3 | 35 | 23 | 12  |
| 3º  | Chaco Petrolero            | 15  | 14 | 5 | 5 | 4 | 37 | 36 | 1   |
| 4º  | Bolívar                    | 15  | 14 | 7 | 1 | 6 | 29 | 30 | -1  |
| 5º  | Municipal                  | 13  | 14 | 5 | 3 | 6 | 23 | 27 | -4  |
| 6º  | 31 de Octubre              | 12  | 14 | 4 | 4 | 6 | 21 | 24 | -3  |
| 7º  | Unión Maestranza de Viacha | 10  | 14 | 4 | 2 | 8 | 29 | 34 | -5  |
| 8º  | Mariscal Braun             | 7   | 14 | 2 | 3 | 9 | 25 | 43 | -18 |

| Campeón Paceño 1963 The Strongest 16º Título de la Liga Paceña |

|  |                          |
|  | Campeón.                 |
|  | Descenso.                |
|  | Ascendido Universitario. |